# Ma'an SC
Der Ma'an Sports Club (arabisch نادي معان الرياضي, DMG Nādī Maʿān ar-riyāḍī) ist ein jordanischer Sportklub mit Sitz in der Stadt Maʿan.

## Geschichte
Der Klub wurde im Jahr 1971 gegründet. Erstmals stieg der Klub zur Saison 2020/21 in die erste jordanische Fußballliga auf. Mit 26 Punkten gelang hier auch über den sechsten Platz der Klassenerhalt. Seitdem kann sich der Klub auch in der höchsten Liga des Landes halten.

## Erfolge
- Jordan League Division 1: 2018/19 (2. Platz)